# Hoppang
El hoppang es un aperitivo caliente que se consume en toda Corea. Consiste en una bola de harina de arroz precocinada con algún relleno, como patsu (pasta de judía dulce). Se cuece al vapor y se vende en tienda pequeñas, como 7-11, Buy the Way y muchas tiendas independientes en los meses de invierno.

## Variantes
El hobbang también se vende con frecuencia relleno de carne, queso, verdura o pasta de batata coreana.